# Park Miejski w Białej Prudnickiej
Park Miejski w Białej Prudnickiej – park o powierzchni 1,8 ha, położony w południowej części Białej. Granicę parku wyznaczają: ul. Parkowa (północ), ul. Ogrodowa (zachód), ul. Augustynów (południe) i ul. Prudnicka (wschód).
Park w Białej został założony w latach 20. XX wieku.

## Przyroda
Na terenie parku występuje m.in. bluszcz pospolity antropogenicznego pochodzenia (Hedera helix L.) i barwinek pospolity (Vinca minor L.).

## Infrastruktura

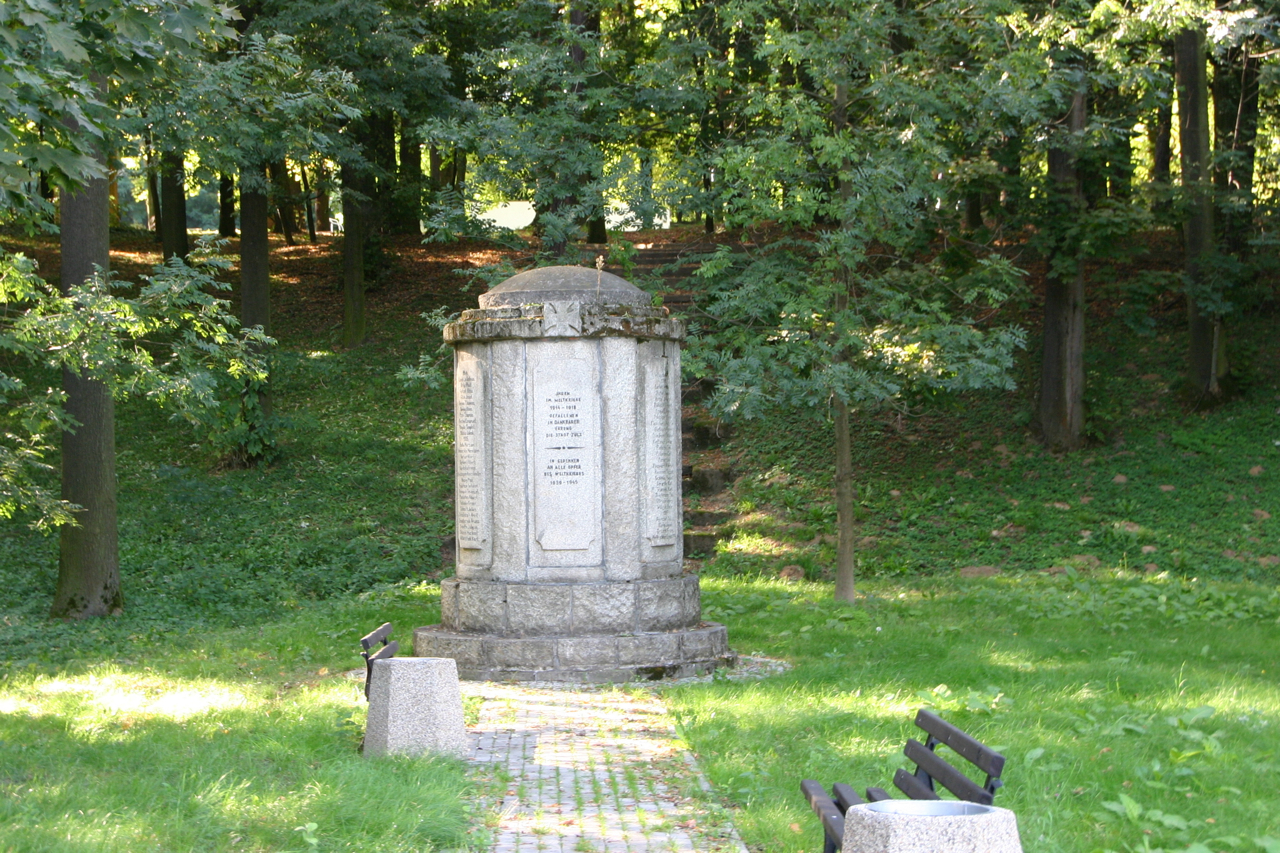
Pomnik poległych w I wojnie światowej

W 2020 w parku powstały ścieżki pieszo-rowerowe, prowadzące m.in. na pobliski cmentarz żydowski. W parku znajdują się boiska do gier małych.
Do ważnych obiektów parku należą:
- pomnik Friedricha Ludwiga Jahna z 1914
- pomnik mieszkańców poległych w I wojnie światowej z 1922
- muszla koncertowa, zbudowana w 2021[2]